# Astrabe fasciata
Astrabe fasciata é uma espécie de peixe da família Gobiidae e da ordem Perciformes.

## Morfologia
- Os machos podem atingir 4,8 cm de comprimento total e as fêmeas 3,5.[4]

## Habitat
É um peixe marítimo, de clima temperado e demersal que vive entre 1–2 m de profundidade.

## Distribuição geográfica
É encontrado no Japão.

## Observações
É inofensivo para os humanos.